# Calmella bandeli
Espèce
Calmella bandeli est une espèce de mollusques gastéropodes marins appartenant au genre Calmella et à la famille des Flabellinidés